# Дом-музей Нико Пиросмани
Дом-музей Нико Пиросмани — исторический дом-музей художника Нико Пиросмани. Расположен в селе Мирзаани, муниципалитета Дедоплисцкаро региона Кахетия.

## История
Дом, в котором родился Пиросмани, не сохранился. 
Музей открыт в 1960 году в доме, построенном самим художником в 1898 году. Первоначально этот дом предназначался для сестры художника и он часто приезжал в этот дом в гости. Несмотря на свою бедность, Нико Пиросмани удалось скопить некоторую сумму в Тифлисе, работая тормозным кондуктором на железной дороге, а также торговлей молочными продуктами. На эти средства и был построен дом. 
Музейный комплекс включает в себя: жилой дом, вспомогательные здания, выставочный зал 1979 года постройки. 
В музее хранится более 9 000 экспонатов, в том числе 14 оригинальных картин художника (среди них «Лежащая женщина», «Женщина с пасхальными яйцами», «Шота Руставели»), персональный формулярный список Пиросмани (Пиросмани 4 года с 1890 по 1894 год работал на железной дороге, формуляр дает ценные сведения о его жизни), копию литографии Пабло Пикассо «Портрет Пиросмани». В музее также представлены работы грузинских художников XX века разными экспонатами, коврами, посудой, рабочими инструментами и многим другим, отражающим жизнь Кахетии начала XX века. Перед домом вкопаны в землю несколько квеври, вино из которых пил художник и его знакомые.
У дома установлен памятник Пиросмани работы скульптора Важи Микаберидзе.
В третье воскресенье октября в музее проходит праздник «Пиросманиоба» в честь художника.

## Галерея

Шота Руставели, 1913 год
Женщина с пасхальными яйцами
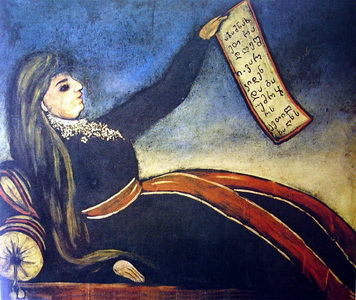
лежащая женщина
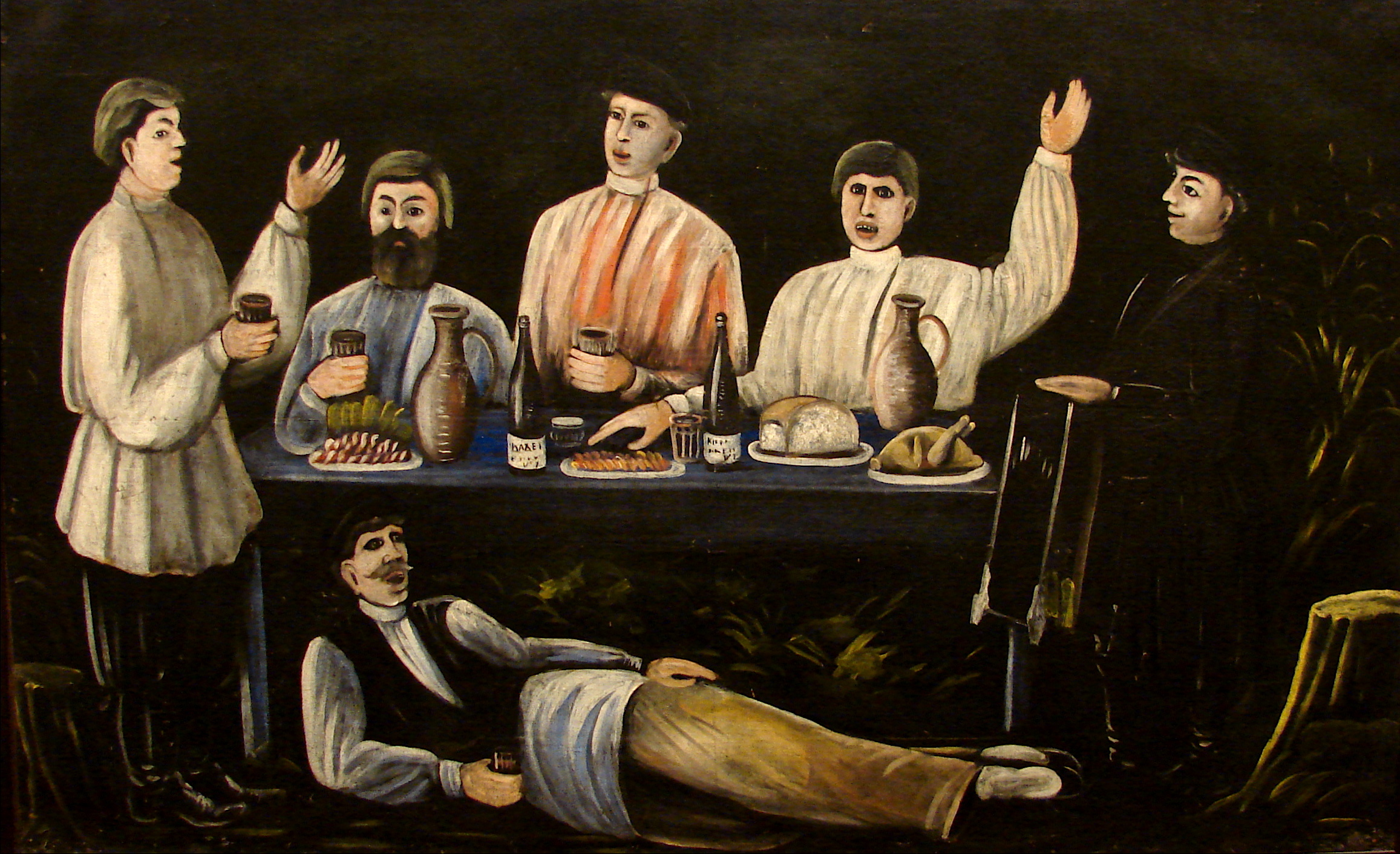
Кутеж молокан
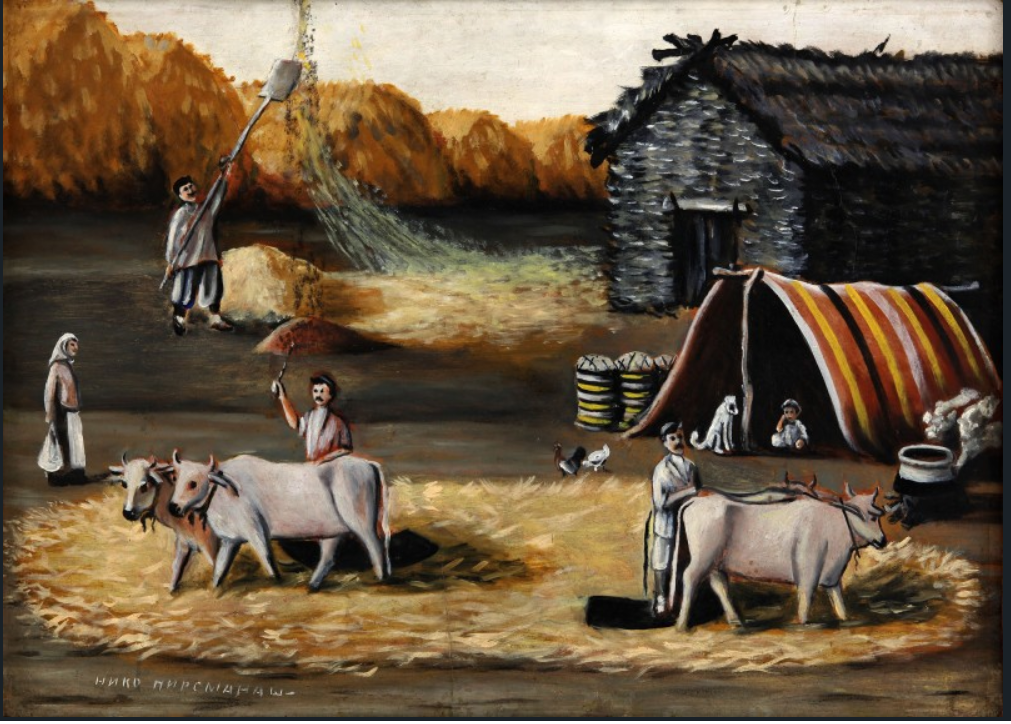
Молотьба хлеба в деревне
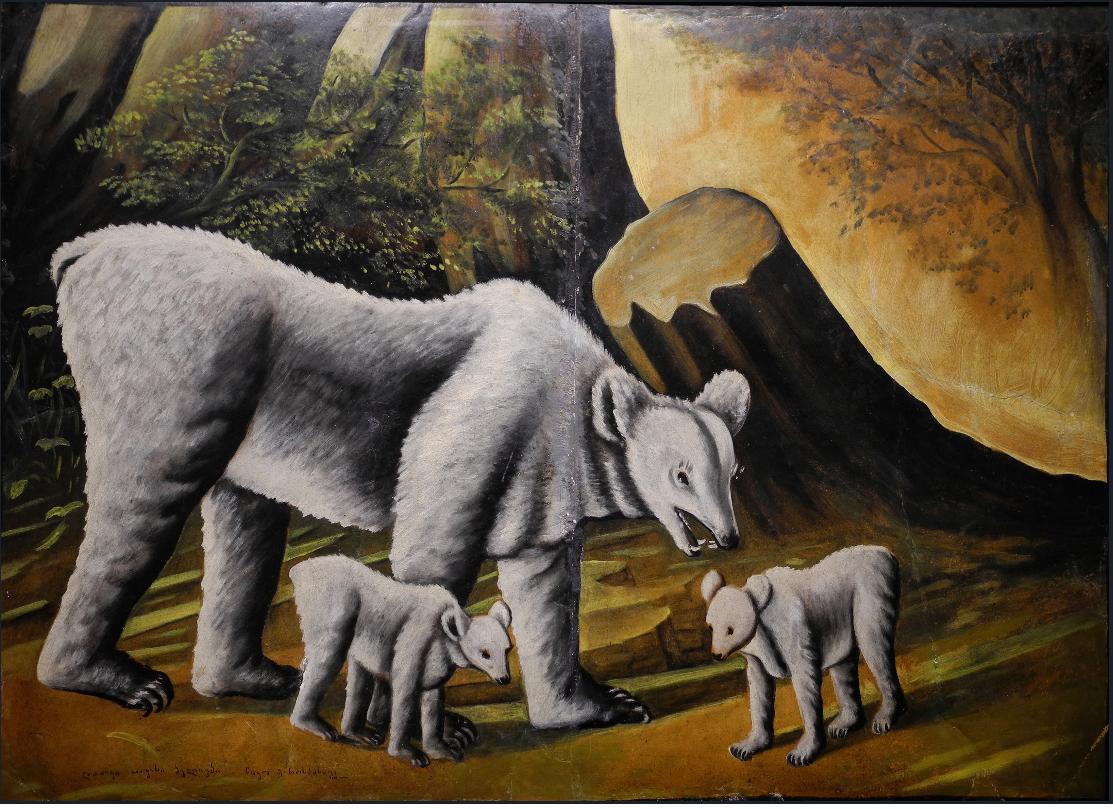
Медведица и её медвежата